# Chapare (provins)

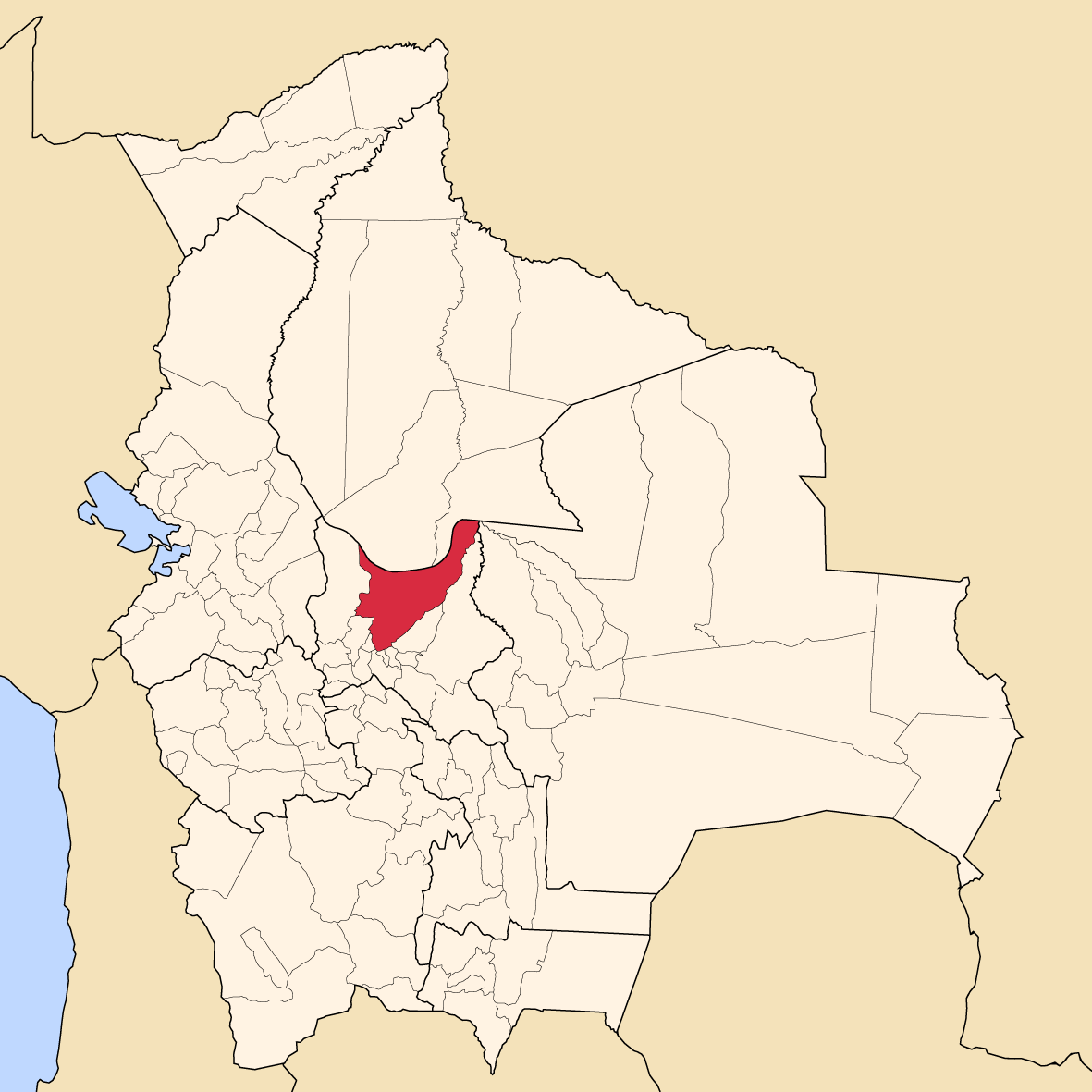
Provinsens läge i Bolivia

Chapare är en provins i departementet Cochabamba i Bolivia. Den administrativa huvudorten är Sacaba.